# Legión de superhéroes (serie animada)
La Legión de Super-Héroes es una serie de televisión animada estadounidense de 2006 producida por Warner Bros. Animation, que está basada en personajes de la Legión de Super-Héroes de DC Comics. La serie se centra en las aventuras de un joven Superman en el siglo 31, luchando junto a un grupo de superhéroes futuristas conocido como la Legión de Superhéroes.
La serie es producida por James Tucker, un coproductor de la serie Liga de la Justicia Ilimitada, para la línea Kids 'WB en la red The CW.
La serie se basó en la historia de la Legión de los Superhéroes, inspirándose en historias establecidas durante todos los períodos de los casi 50 años de historia del equipo en cómics. La continuidad es internamente consistente pero no se comparte con ninguna encarnación previa de la Legión, ya sea animada o impresa. La serie fue cancelada después de su segunda temporada.
La serie fue emitida en Latinoamérica por Cartoon Network del 28 de octubre del 2008 al 1 de noviembre del 2011.

## Historia de desarrollo
Los primeros informes sugerían que el título de la serie sería Superboy y la Legión de Superhéroes, pero el anuncio oficial del 24 de abril de 2006 confirmó el título de Legión de Superhéroes. El mismo anuncio indicó que la serie se emitiría en el bloque Kids WB de la nueva red The CW a las 10 a. m.

### Estado legal / problemas
En el Comic Con International de 2006, el personal de producción no dijo oficialmente si los problemas legales actuales que involucraban la propiedad de Superboy habían afectado esta serie o si se hicieron cambios para vincular la serie con la película Superman Returns, pero se había realizado un cambio significativo desde el anuncio de la serie. El comunicado de prensa original se refería a "el joven Superboy", mientras que el comunicado de prensa revisado, publicado en junio de 2006, describía al personaje como un joven Superman. Al final del episodio piloto, Clark adopta el nombre superhéroe de Superman, y no Superboy. En la segunda temporada, que tiene lugar dos años después del final de la primera temporada, el personaje se llama Superman, sin referencia a su estado "joven".

### Segunda temporada
La segunda temporada tiene un tono mucho más oscuro y maduro que la primera temporada y se centra principalmente en Brainiac 5 y su relación con su antepasado malvado, el Brainiac original. En la segunda temporada, la mayoría de los legionarios han cambiado sus apariencias, por ejemplo, Lightning Lad tiene el pelo más largo y obtiene un brazo robótico. Sus apariciones cambian con base en los dos años sin Superman después de que se fue en el episodio "Sundown Pt.2", que es el final de la primera temporada. Triplicate Girl cambia su nombre en clave a Duo Damsel porque uno de sus cuerpos (el Cuerpo Blanco) se pierde en una anomalía temporal durante una de sus batallas del siglo 41. El logotipo de la serie también fue ligeramente revisado. Al igual que con la primera temporada, se crearon un total de 13 episodios para la segunda temporada, que se estrenó el 22 de septiembre de 2007. El espectáculo no se renovó para una tercera temporada.

### Tercera temporada propuesta
Una tercera temporada había sido planeada para producción pero fue eliminada porque el Kids WB fue asumido por 4Kids. La tercera temporada estaba prevista para tres años después del final de la segunda temporada en la que regresaría un Superman mayor. Sensor, Wildfire, Magnetic Kid, Supergirl, Tellus, Princesa Projectra y Shadow Lass iban a ser presentados, mientras que los personajes de fondo Blok y Dawnstar tendrían roles activos. Kell-El tenía la intención de ser un personaje regular pero con un rol reducido, su nombre adoptivo del superhéroe de Clark Kent es Ezekiel Kent. El foco principal de la tercera temporada habría sido el regreso de Brainiac 5, mientras intentaba redimirse después del final de la segunda temporada y el malvado Brainiac 6 tratando de destruir la Legión. Además, el productor James Tucker planeó hacer un episodio de adaptación con la historia "El fantasma de Ferro Lad" para presentar al hermano gemelo perdido de Ferro Lad que se habría convertido en el reemplazo de Kell-El en la Legión. El episodio final de la temporada dos relacionó las dos estaciones juntas.

### Emisión fuera de los Estados Unidos
La primera temporada de la serie comenzó a transmitirse en Cartoon Network UK el 5 de marzo de 2007. Los 13 episodios se mostraron durante la semana hasta el 21 de marzo y el final de la temporada en dos partes se emitió en el Reino Unido unas cinco semanas antes de su proyección en Estados Unidos. También solía transmitirse en "Toonattik" de CITV y vuelve a emitirse en Cartoon Network Too.
- En Canadá, la primera temporada comenzó a transmitirse en YTV el 8 de septiembre de 2007. Continuó transmitiéndose durante la segunda temporada de la serie sin interrupciones, antes de ser sacada del aire.

- En Australia, la primera temporada comenzó a transmitirse en Nine Network el 9 de agosto de 2009. La serie completa se transmitió en formato panorámico.

- En Brasil, la primera temporada comenzó a transmitirse en Cartoon Network Brasil el 1 de marzo de 2008.

- En Italia, la primera temporada comenzó a transmitirse en Cartoon Network Italy el 1 de octubre de 2007.

- En Filipinas, la primera temporada comenzó a transmitirse el 31 de mayo de 2008, y la segunda temporada comenzó a transmitirse el 12 de enero de 2009, en Cartoon Network Philippines.

- En Bulgaria, el espectáculo comenzó a transmitirse en Nova Televisión el 30 de noviembre de 2008.

- En Israel, la primera temporada comenzó a transmitirse en el canal infantil el 18 de septiembre de 2008.

- En los Países Bajos, la primera temporada comenzó a emitirse en RTL 5 en marzo de 2009.

- En Grecia, la serie se emitió en el verano de 2009 y 2010 en el Star Channel cada mañana de lunes a viernes.

- En Trinidad y Tobago, la serie se emitió en CCN TV6.

- En México, la serie fue transmitida por el Televisa.[8]

- En Venezuela, se emitió por primera vez en Cartoon Network, posteriormente se emitió de igual forma en el canal Televen.[8]

- Para el resto de países de habla Hispana la serie fue transmitida por  Cartoon Network.[8]

## Personajes
En la primera temporada, la serie giró en torno a un grupo central de ocho legionarios, pero otros aparecieron de vez en cuando en papeles recurrentes, de formato similar a la serie animada Liga de la Justicia Ilimitada.

### Miembros principales
- Superman
- Lightning Lad
- Saturn Girl
- Brainiac 5
- Phantom Girl
- Bouncing Boy
- Triplicate Girl
- Timber Wolf
- Chameleon Boy

### Otros legionarios
- XS
- Dawnstar
- Invisible Kid
- Karate Kid
- Ultra Boy
- Shrinking Violet
- Star Boy
- Winema Wazzo, presidenta de la Unión de Planetas, madre de Phantom Girl
- Legión de Héroes Sustitutos
  - Chlorophyll Kid
  - Color Kid
  - Infectious Lass
  - Porcupine Pete
  - Stone Boy
  - Ayla Ranzz, hermana de Garth y Mekt Ranzz Kari Wahlgren
  - Calamity King
  - R.J. Brande
  - Fantasma

### Enemigos

#### Cinco Fatales
- Emperatriz Esmeralda
- Mano
- Persuader
- Tharok
- Validus

#### Legión de Super-Villanos
- Esper Lass
- Hunter
- Ron-Karr
- Wave
- Tyr

#### Otros
- Dr. Mar Londo
- Alexis Luthor
- Drax
- Starfinger
- Zyx
- Mordru
- Sun-Eater
- Controller
- Imperiex
- Los Dominators
- Computo (se muestra como la computadora de la Legión en lugar de un villano)
- Grimbor el Encadenador
- Terra-Man
- Brainiac
- Roderick Doyle
- Dark Circle
  - Gullug
  - Ontirr

## Episodios
Consta de 2 temporadas con 13 capítulos cada uno y una duración de 20 min aproximadamente. Una tercera temporada había sido planeada para producción pero fue cancelado el proyecto porque el bloque de programación infantil Kids WB fue comprado por 4Kids Entertainment. La serie tuvo dos temporadas que fueron transmitidas desde el 23 de septiembre de 2006 al 5 de abril de 2008.

## Premios y nominaciones

### Temporada 2006-2007
La serie fue nominada para tres Premios Creative Arts Emmy Award, un subconjunto de los Premios Daytime Emmy. Ninguna de las nominaciones ganó su categoría. Las categorías a la cual fue nominado son:
- Logro sobresaliente en dirección y composición musical.
- Logro sobresaliente en edición de sonido: acción en vivo y animación.
- Logro sobresaliente en la mezcla de sonido: acción en vivo y animación.

## Lanzamiento en otros medios
La primera temporada fue lanzada en vídeo casero en tres volúmenes separados, con cuatro episodios en los primeros dos lanzamientos y cinco en el tercero. Los episodios también están disponibles para la transmisión en línea. A partir de julio de 2016, la segunda temporada aún no se ha lanzado para vídeo casero. La temporada 2 fue lanzado en iTunes en HD y en formato de descarga SD 22 de septiembre de 2015.
| Nombre del DVD | Fecha de Lanzamiento    | Capítulo # | Episodio                                                                                        |
| -------------- | ----------------------- | ---------- | ----------------------------------------------------------------------------------------------- |
| Volumen Uno    | 28 de agosto de 2007    | 4          | "Man of Tomorrow", "Timber Wolf", "Legacy", "Phantoms"                                          |
| Volumen Dos    | 5 de febrero de 2008    | 4          | "Champions", "Fear Factory", "Brain Drain", "Lightning Storm"                                   |
| Volumen Tres   | 9 de septiembre de 2008 | 5          | "The Substitutes", "Child's Play", "Chain of Command", "Sundown: Part One", "Sundown: Part Two" |

## Legión de superhéroes en el siglo 31
Se publicó un cómic basado en la continuidad del programa bajo el título Legion of Super-Heroes in the 31st Century. Según el escritor del cómic, J. Torres, el nombre fue elegido para distinguirse de los títulos más específicamente orientados a los jóvenes, como Justice League Adventures y Superman Adventures.El primer número se distribuyó durante el Día del cómic gratuito 2007, además de venderse (8 de marzo de 2008).
Una entrevista sobre el cómic de Legion of Super-Heroes in the 31st Century confirmó que el cómic iba a continuar publicándose a pesar del final de la serie, y que el cómic también contaría historias que debían haber tenido lugar después del final de la segunda temporada. A partir del número 20, la el cómic dejó de publicarse (8 e noviembre de 2008).

### Personajes adicionales
Mientras que el cómic incorpora el elenco del show, otros personajes de DC Comics han hecho una aparición.
- Arm-Fall-Off-Boy - Legion of Super-Heroes in the 31st Century #16
- Booster Gold - Legion of Super-Heroes in the 31st Century #19
- Circe - Legion of Super-Heroes in the 31st Century #7
- Bart Allen/Impulso - Legion of Super-Heroes in the 31st Century #15
- Lex Luthor - Legion of Super-Heroes in the 31st Century #13
- Lois Lane - Legion of Super-Heroes in the 31st Century #13
- Perry White - Legion of Super-Heroes in the 31st Century #13

### Ediciones recopiladas
Los números 1-7 se recopilaron en el libro de bolsillo Legion of Super-Heroes in the 31st Century, vol. 1: Tomorrow's Heroes (marzo de 2008, ISBN 978-1-4012-1668-9).

## En otros medios
En agosto de 2007, tuvo lugar una promoción de empate con Happy Meal de Mc Donald's. El espectáculo de la Legión estuvo representado por ocho figuras (Superman, Timber Wolf, Lightning Lad, Mano, Tharok, Brainiac 5, Bouncing Boy y Validus). Como los juguetes de Happy Meal a menudo tienen un "juguete de niña" y un "juguete de niño", este juego estaba destinado a los niños.
Las figuras de acción de Mattel no se produjeron por falta de interés minorista. Mattel posee la licencia maestra para juguetes basada en cualquier serie de DC en cualquier medio.
El juego de miniaturas coleccionables HeroClix produjo un set especial de inicio de la Legión, que incluye una figura de "Young Superman" durante la primera temporada.